# Nicola Granieri
Nicola Granieri (Turín, 3 de julio de 1942-Turín, 28 de diciembre de 2006) fue un deportista italiano que compitió en esgrima, especialista en las modalidades de florete y espada. Ganó dos medallas en el Campeonato Mundial de Esgrima en los años 1971 y 1975.

## Palmarés internacional
| Campeonato Mundial | Campeonato Mundial | Campeonato Mundial | Campeonato Mundial  |
| Año                | Lugar              | Medalla            | Prueba              |
| ------------------ | ------------------ | ------------------ | ------------------- |
| 1971               | Viena (Austria)    | Medalla de plata   | Espada individual   |
| 1975               | Budapest (Hungría) | Medalla de bronce  | Florete por equipos |